# ویکتور بلیاتسکی
ویکتور بلیاتسکی (بلاروسی: Viktor Belyatsky؛ زادهٔ ۸ نوامبر ۱۹۷۰) وزنه‌بردار اهل بلاروس است.